# 181494 Forestale
181494 Forestale è un asteroide della fascia principale. Scoperto nel 2006, presenta un'orbita caratterizzata da un semiasse maggiore pari a 2,2161309 au e da un'eccentricità di 0,0517168, inclinata di 1,34326° rispetto all'eclittica.